# Flushing

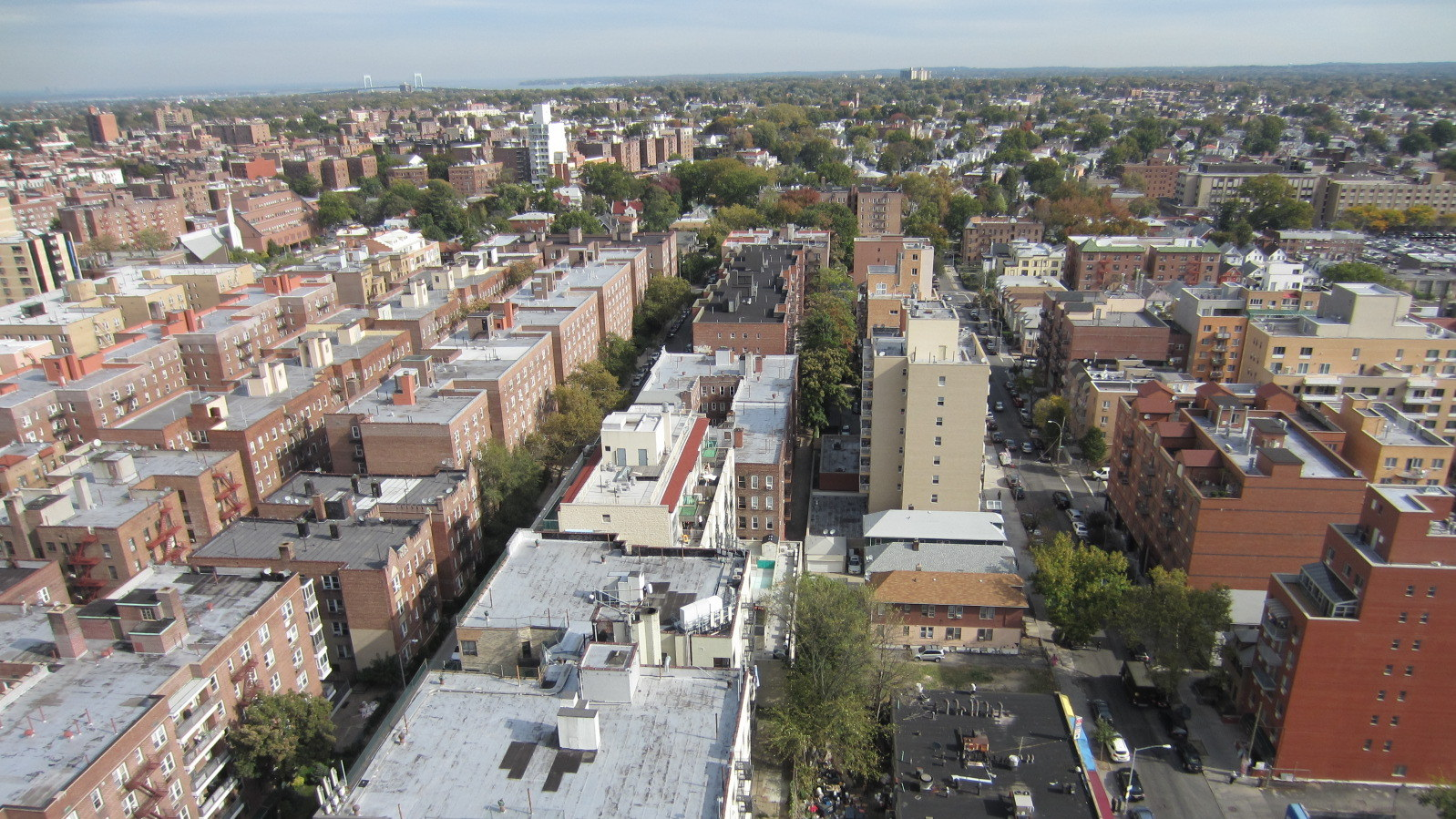
Blick über Flushing 2014 (Beech Avenue und Cherry Avenue)

Flushing ist ein Stadtteil im Stadtbezirk Queens, einem Borough von New York City. Laut United States Census 2020 hat Flushing eine Einwohnerzahl von 69.877, zusammen mit den zu Flushing zählenden Vierteln East Flushing, Queensboro Hill und Murray Hill sind es insgesamt 185.608 Einwohner. Flushing beherbergt die zweitgrößte Chinatown (2020: 54.190 Ew.) im Großraum New York. Rund 70 Prozent der Stadtteilbewohner sind ostasiatischer Herkunft, insbesondere aus der Republik China (Taiwan), der Volksrepublik China und Korea. Downtown Flushing im Zentrum des Stadtteils ist das viertgrößte Geschäftsviertel in New York City.
Flushing ist Teil des Queens Community District 7, hat die Postleitzahlen 11354, 11355, 11358 und gehört zum 109. Bezirk des New Yorker Polizeidepartements. Kommunalpolitisch wird der Stadtteil durch den 20. Bezirk des New York City Council vertreten.

## Geografie

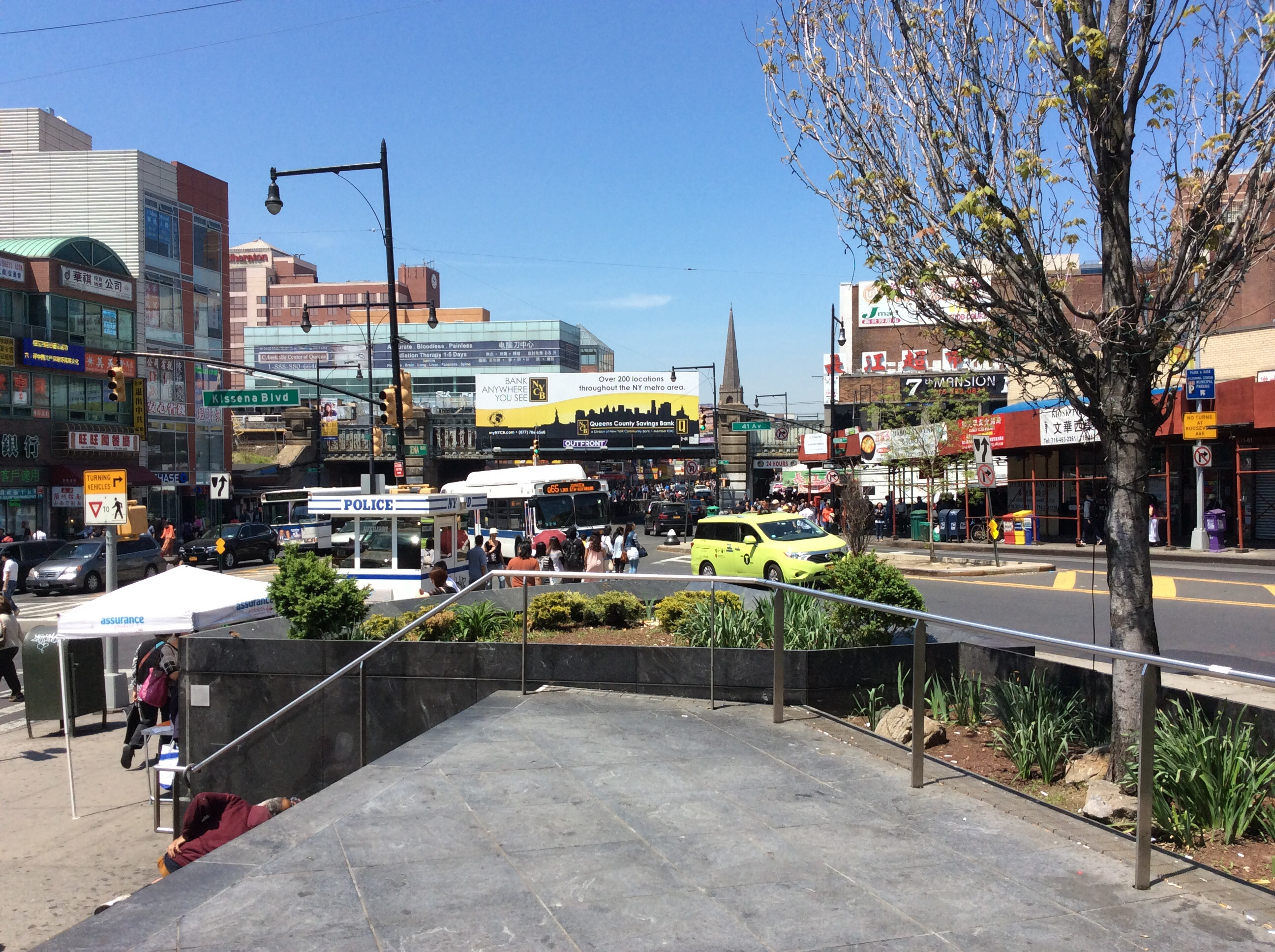
Kissena Boulevard / Main Street und Bahnhof „Flushing–Main Street“ (LIRR)

Flushing liegt im Nordosten des Stadtbezirks Queens. Westlich befindet sich der Nordteil des Flushing-Meadows-Parks und jenseits des Flushing Creek das Industrieviertel Willets Point, nordwestlich die Flushing Bay des East River und der dahinter liegende Flughafen LaGuardia Airport. Angrenzende Stadtteile sind im Westen jenseits des Parks Corona, im Norden College Point und Whitestone, im Osten Auburndale und im Süden Fresh Meadows, Pomonok und Kew Gardens Hills. Zu Flushing gerechnet werden im Allgemeinen die Viertel Murray Hill, Broadway-Flushing, East Flushing, Queensboro Hill und auch oftmals Auburndale.

## Geschichte
Flushing wurde am 10. Oktober 1645 am Ostufer des Flushing Creek als Siedlung von Nieuw Nederland gegründet. Sie wurde nach der niederländischen Stadt Vlissingen genannt. 1664 übernahmen die Engländer die niederländische Kolonie mit Nieuw Amsterdam. Sie gründeten 1683 Queens County, bei der die „Town Flushing“ eine der ursprünglichen fünf Städte von Queens war. Die „New York and Flushing Railroad“ erbaute 1854 den Bahnhof Flushing–Main Street, der bis 1870 Flushing Station hieß. Flushing gründete 1858 die älteste Bibliothek in Queens County. 1898 wurde die Stadt Flushing gemeinsam mit allen anderen Orten in Queens County in die City of New York eingegliedert und Queens County wurde zum Stadtbezirk (Borough) Queens. Im frühen 20. Jahrhundert wuchs die Bevölkerung, begünstigt durch den Bau von Brücken über den Flushing River und der Einführung von öffentlichen Verkehrsmitteln, stark an. Im Jahr 1928 erhielt Flushing mit der Inbetriebnahme der U-Bahn-Station Main Street in der Innenstadt Anschluss an die New York City Subway. Eingewanderte Chinesen und Koreaner ließen sich Ende des 20. Jahrhunderts vermehrt in Flushing nieder, die bis in das 21. Jahrhundert hinein eine rasche Gentrifizierung des Stadtteils durchführten und eine der größten Chinatowns in New York entstand.

## Sehenswürdigkeiten

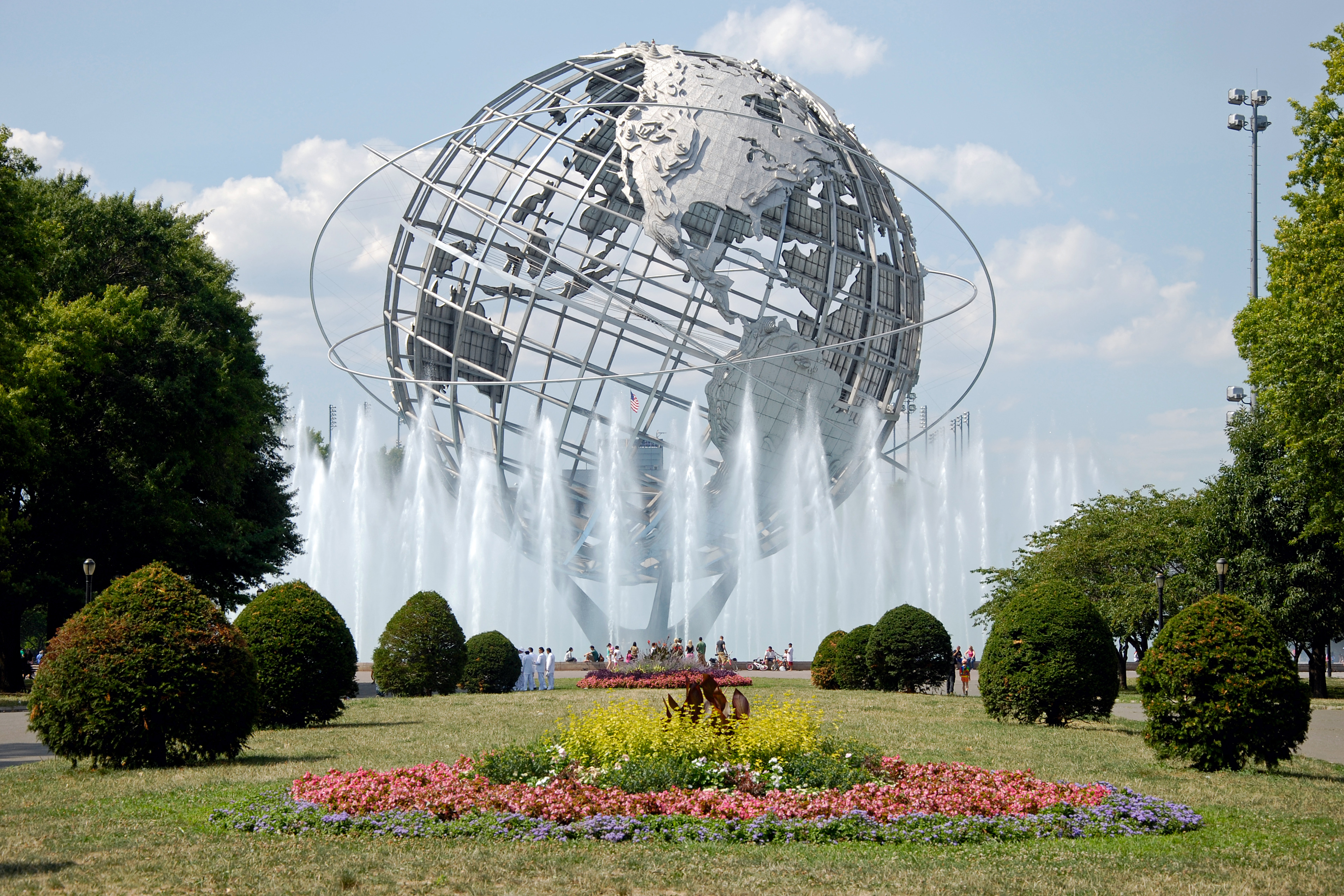
Die Unisphere im Flushing Meadows Park.

Bekannt ist der 363 ha (3,63 km²) große Flushing Meadows–Corona Park, der auch einfach „Flushing Meadows“ genannt wird. Von der Weltausstellung 1964 im Flushing Meadows Park sind die Unisphere, ein riesiger Globus und der seit der Weltausstellung verlassene New York State Pavillon erhalten. Die weiteren Gebäude wurden abgebaut, nachdem sich kein neuer Nutzungszweck fand. Des Weiteren befinden sich im Park das Queens Theater in the Park, die New York Hall of Science, das Queens Museum of Art, der Queens Botanical Garden und der Queens Zoo. Zu den historischen Bauwerken zählen das im Jahre 1694 entstandene Flushing Friends Meeting House und die 1854 fertiggestellte St. George’s Church.

## Sport

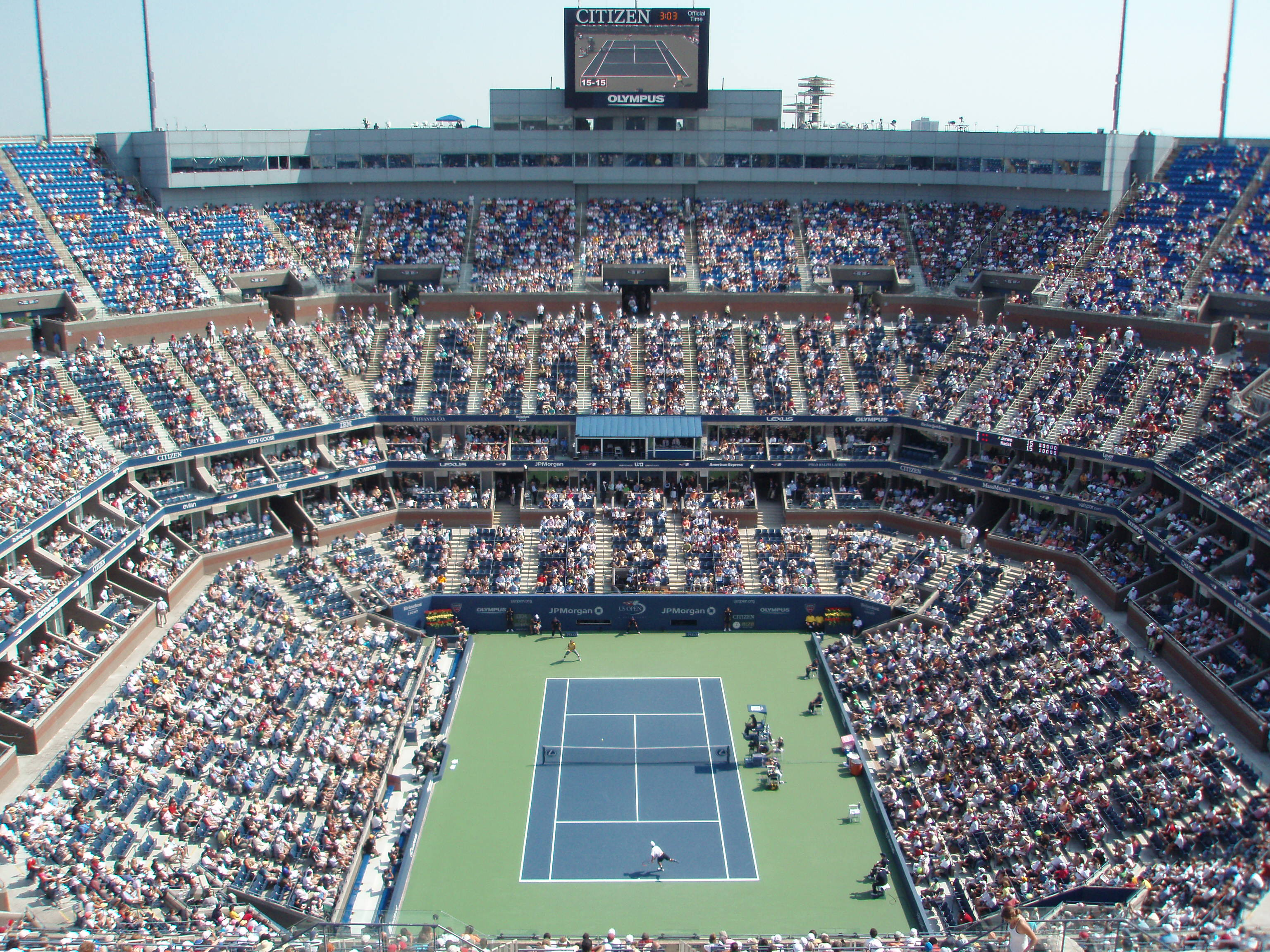
Das Arthur Ashe Stadium während der US Open

Zu den größten Sportanlagen in Flushing gehört das USTA Billie Jean King National Tennis Center, das nationale Tenniszentrum der USA. Hier findet jährlich das vierte Grand-Slam-Tennisturnier, die US Open, statt. Das Arthur Ashe Stadium ist das Wahrzeichen der Anlage und weltweit das größte reine Tennisstadion.
Eine weitere große Sportanlage ist das Citi Field. Es ist seit 2009 die Spielstätte der Baseball-Mannschaft New York Mets und ersetzt das Shea Stadium.
Seit 2005 wird im Carom Café das internationale Dreibandturnier Sang Lee International Open (bis 2008) bzw. Verhoeven Open (seit 2012) ausgetragen.

## Bildung

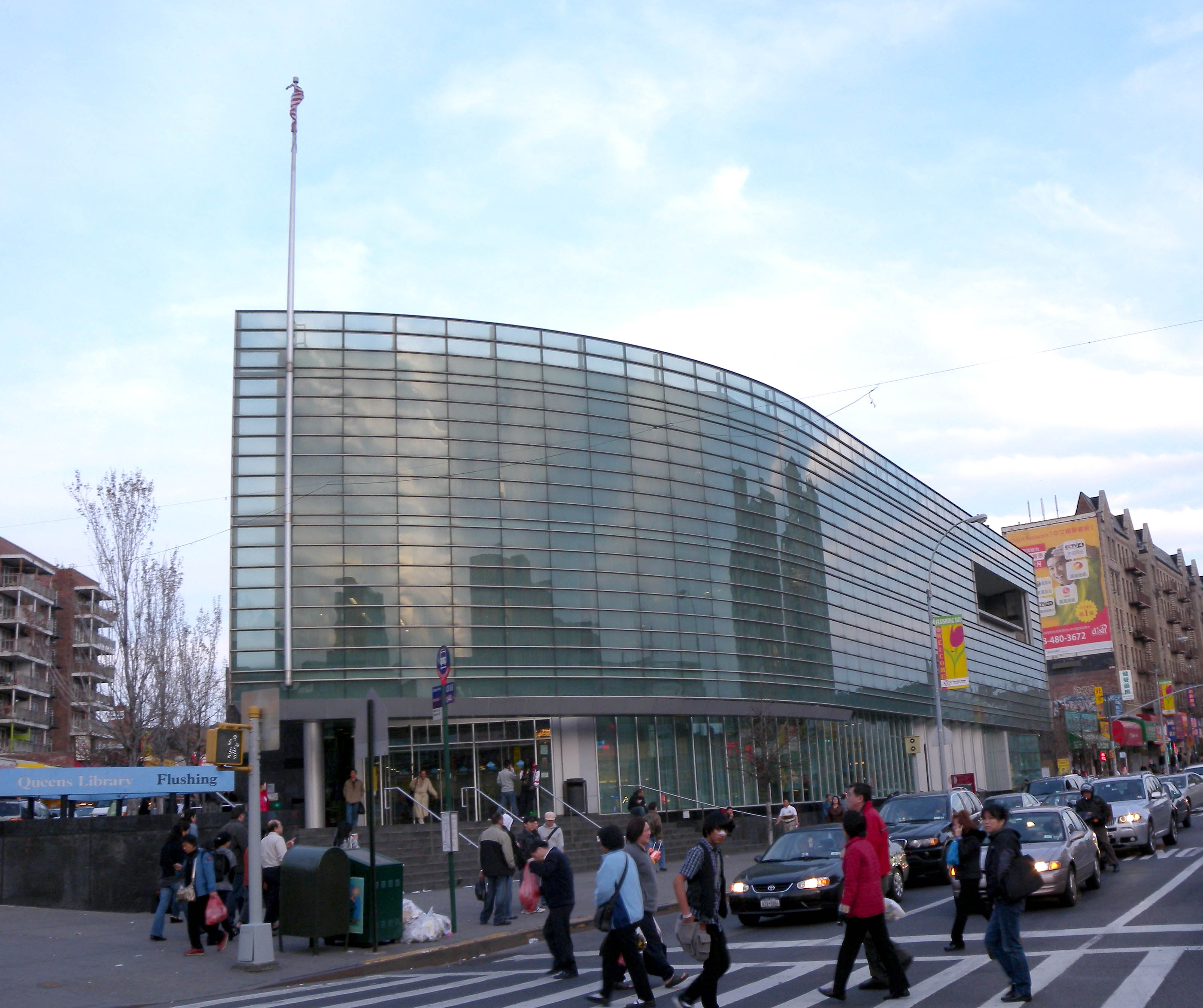
Queens Public Library in Flushing

Die wichtigsten Bildungseinrichtungen sind das seit 1937 bestehende Queens College, ein Senior College der City University of New York im Nachbarviertel Kew Gardens Hills, und die 1983 eröffnete CUNY School of Law.
Zu den öffentlichen Schulen in Flushing gehören die John Bowne High School, die Robert F. Kennedy High School, die Flushing High School und die Townsend Harris High School. Eine private Schule ist die Holy Cross High School.
Die größte Bibliothek ist die Queens Borough Public Library.

## Söhne und Töchter des Stadtteils
- Action Bronson (* 1983), Rapper
- Clyde N. Baker (1930–2022), Bauingenieur
- Cornelia Barns (1888–1941), Feministin, Sozialistin und politische Karikaturistin
- Marston T. Bogert (1868–1954), Chemiker
- Walter Bowne (1770–1846), Politiker, Bürgermeister von New York
- Lloyd Bryce (1851–1917), Politiker, Vertreter von New York im US-Repräsentantenhaus
- Barbara Bush (1925–2018), First Lady der Vereinigten Staaten
- Joe Cohn (* 1956), Jazzgitarrist
- Nunzio DeFilippis (* 1970), Autor von Comics und Fernsehsendungen
- Joseph Peter Michael Denning (1907–1990), Weihbischof in Brooklyn
- Rosemarie DeWitt (* 1971), Schauspielerin
- Fran Drescher (* 1957), Schauspielerin
- Richard Glatzer (1952–2015), Regisseur, Drehbuchautor und Filmproduzent
- David Gries (* 1939), Informatiker
- Maureen T. Hallinan (1940–2014), Soziologin
- Joy Harmon (* 1940), Bäckerin und Schauspielerin
- Jerome Harris (* 1953), Jazzbassist und -gitarrist
- Walter A. Harrison (* 1930), theoretischer Festkörperphysiker
- Thomas W. Hawkins (* 1938), Mathematikhistoriker
- Margaret Heckler (1931–2018), Politikerin, Vertreterin von Massachusetts im US-Repräsentantenhaus und US-Gesundheitsministerin
- Lawrence Hertzog (1951–2008), Drehbuchautor und Produzent
- Ron Jeremy (* 1953), Pornodarsteller
- Cornelius Van Wyck Lawrence (1791–1861), Politiker, Vertreter von New York im US-Repräsentantenhaus
- John W. Lawrence (1800–1888), Politiker, Vertreter von New York im US-Repräsentantenhaus
- Sandra Lee (* 1970), Dermatologin, Webvideoproduzentin und Fernsehpersönlichkeit
- Ken Levine (* 1966), Computerspielentwickler
- Avi Lipkin (* 1949), israelischer Militär, Politiker und Anti-Islam-Aktivist
- James Lorinz (* 1964), Schauspieler, Filmregisseur und Drehbuchautor
- Denton Lotz (1939–2019), baptistischer Theologe, Generalsekretär des Baptistischen Weltbundes von 1988 bis 2007
- Jesse Malin (* 1968), Rockmusiker
- Mohammad Yusef Mashriqi (* 1987), Fußballspieler
- Gene Mayer (* 1956), Tennisspieler
- Sandy Mayer (* 1952), Tennisspieler
- Julianne McNamara (* 1965), Kunstturnerin und Schauspielerin
- Charles Momsen (1896–1967), Vizeadmiral und Pionier der U-Boot-Rettung für die United States Navy
- James Monaco (1942–2019), Filmkritiker, Verleger
- Lewis Mumford (1895–1990), Architekturkritiker, Historiker, Soziologe, Anthropologe
- Anita Page (1910–2008), Schauspielerin
- L. Bradford Prince (1840–1922), Politiker, Gouverneur des New-Mexico-Territoriums
- Richard Riordan (1930–2023), Politiker, kalifornischer Bildungsminister und Bürgermeister von Los Angeles
- James A. Roe (1896–1967), Offizier, Jurist und Politiker, Vertreter von New York im US-Repräsentantenhaus
- Donald E. Rosenblum (1929–2022), Generalleutnant der United States Army
- Stanley Schachter (1922–1997), Sozialpsychologe
- Martin Scorsese (* 1942), Regisseur, Drehbuchautor, Filmproduzent und Schauspieler[6]
- Gregg L. Semenza (* 1956), Pädiater, Hochschullehrer und Nobelpreisträger für Medizin
- Michael Soldier (* 1967), Pornodarsteller
- Mike Starr (* 1950), Schauspieler
- Julie Tatham (1908–1999), Jugendbuch-Schriftstellerin
- George Tenet (* 1953), ehemaliger CIA-Direktor
- Lewis Thomas (1913–1993), Mediziner und Essayist
- Ludmila Ulehla (1923–2009), Komponistin, Musikpädagogin und Autorin
- Florence K. Upton (1873–1922), britische Zeichnerin und Illustratorin
- Harvey Weinstein (* 1952), Filmproduzent
- Bob Weinstein (* 1954), Filmproduzent
- Jim Wetherbee (* 1952), Astronaut
- Suzanne Weyn (* 1955), Schriftstellerin
- John Williams (* 1932), Filmmusikkomponist
- Yaeji (* 1993), US-amerikanisch-koreanische DJ und Produzentin elektronischer Musik